# NN-338
La carretera NN‑338 es una vía departamental secundaria del departamento de Managua, que recorre 2.7 kilómetros en sentido sur a norte. Fue finalizada en el año 2024, y conecta la comunidad de San Isidro de la Cruz Verde en el sur con la comunidad El Progreso Serranías, enlazando con la NN-293 al norte. Esta vía mejora la conectividad rural y el acceso a zonas habitacionales y de producción agrícola.

## Trazado y cruces
La siguiente tabla muestra su recorrido, localidades y principales conexiones:
| km  | Localidad                       | Departamento | Conexión / Ruta |
| --- | ------------------------------- | ------------ | --------------- |
| 0.0 | San Isidro de la Cruz Verde     | Managua      |                 |
| 2.7 | Comunidad El Progreso Serranías | Managua      | NN 293          |